# Lunca Corbului
Lunca Corbului là một xã thuộc hạt Argeș, România. Dân số thời điểm năm 2002 là 3394 người.